# Agrotis nigricornutus
Agrotis nigricornutus är en fjärilsart som beskrevs av Adrian Hardy Haworth 1803. Agrotis nigricornutus ingår i släktet Agrotis och familjen nattflyn. Inga underarter finns listade i Catalogue of Life.